# Patrick O’Reilly
Patrick O’Reilly (* 6. April 1906 im County Cavan; † 19. Februar 1994) war ein irischer Politiker der Clann na Talmhan sowie der Fine Gael. Er war von 1943 bis 1948, von 1951 bis 1965 und von 1969 bis 1973 Teachta Dála (Abgeordneter) im Dáil Éireann, dem irischen Unterhaus, und von 1965 bis 1969 Mitglied im Seanad Éireann, dem Oberhaus des irischen Parlaments (Oireachtas). 

## Biografie
O’Reilly, der als Landwirt tätig war, begann seine politische Laufbahn mit der Wahl 1943, als er im Wahlkreis Cavan für die Clann na Talmhan in den Dáil Éireann gewählt wurde. Diesen Sitz konnte er bei den Wahlen 1944 verteidigen. Auf eine Kandidatur bei den Wahlen 1948 verzichtete er. Er trat dann der Fine Gael bei. Bei den Wahlen 1951, 1954, 1957 und 1961 konnte er wieder den Sitz in Dáil verteidigen. Als er ihn bei den Wahlen 1965 den Sitz wieder verlor, wurde er über die Landwirtschaftsliste in den Seanad Éireann gewählt. Den Sitz im Dáil konnte er dann bei den Wahlen 1969 zurückgewinnen. Als er bei den Wahlen zum Dáil Éireann 1973 diesen Sitz wieder hergeben musste, trat er nicht mehr zu den Wahlen an.